# Zdice
Zdice (německy Zditz) jsou město v okrese Beroun ve Středočeském kraji, asi 9 km jihozápadně od Berouna. Žije zde přibližně 4 100 obyvatel.
Město se nachází v kotlině kudy protékají říčka Litavka od jihu, Červený a Stroupinský potok od jihozápadu. 

## Historie
První písemná zmínka o obci pochází z roku 1147.

## Obecní správa

### Části města
- Černín (k. ú. Černín u Zdic)
- Knížkovice (k. ú. Knížkovice)
- Zdice (k. ú. Zdice)

Součástí města je také základní sídelní jednotka Zdice-u nádraží. K městu patří také Mlýnský Ostrov a V Hroudě.
Sousedními obcemi sídla jsou Svatá, Tmaň, Chlustina, Bavoryně, Chodouň, Králův Dvůr, Trubín a Hředle.
Od 1. ledna 1980 do 23. listopadu 1990 k městu patřila i Bavoryně.
6. května 1872 byly Zdice povýšeny na městys, od 1. července 1994 jsou Zdice městem.

### Územněsprávní začlenění
Dějiny územněsprávního začleňování zahrnují období od roku 1850 do současnosti. V chronologickém přehledu je uvedena územně administrativní příslušnost obce v roce, kdy ke změně došlo:
- 1850 země česká, kraj Praha, politický i soudní okres Hořovice[5]
- 1855 země česká, kraj Praha, soudní okres Hořovice
- 1868 země česká, politický i soudní okres Hořovice
- 1939 země česká, Oberlandrat Plzeň, politický i soudní okres Hořovice[6]
- 1942 země česká, Oberlandrat Praha, politický okres Beroun, soudní okres Hořovice[7]
- 1945 země česká, správní i soudní okres Hořovice[8]
- 1949 Pražský kraj, okres Hořovice[9]
- 1960 Středočeský kraj, okres Beroun
- 2003 Středočeský kraj, okres Beroun, obec s rozšířenou působností Beroun

### Znak
Zdice se znak pokoušely získat v letech 1947 a 1972. Znak dostaly až 1. února 1995, ve znaku jsou dvě stříbrné lilie v rudém poli třikrát stříbrno-modře podtrhnuty.

## Společnost

### Rok 1932
V městysi Zdice (3160 obyvatel) byly v roce 1932 evidovány tyto živnosti a obchody:
- Instituce a průmysl: poštovní úřad, telegrafní úřad, telefonní úřad, četnická stanice, katol. kostel, 2 chudobince, 2 výroby cementového zboží, 2 cihelny, cukrovar, důl VII Pražské železářské společnosti, elektrárna, hutě Petzold a spol., 2 mlýny, 3 pily, 2 stavitelé, továrna na hospodářské stroje, vápenice
- Služby (výběr): 2 lékaři, 5 autodopravců, biograd invalidů, 4 cukráři, drogerie, velkoobchod s drogami a zbožím lékárnickým, velkoobchod s dřívím, fotoateliér, 2 hodináři, 8 hostinců, 2 hotely (Huml, Pelc), hudební škola, 2 knihkupectví, lékárna U České koruny, 2 restaurace, Občanská záložna, Okresní záložna hospodářská, 3 obchody s vínem, 3 zahradnictví, zubní ateliér, 2 železářství

V obci Černín (přísl. Svatá, 620 obyvatel, samostatná obec se později stala součástí Zdic) byly v roce 1932 evidovány tyto živnosti a obchody: velkoobchod s dřívím, 5 hostinců, Dělnický konsum, kovář, lom, 2 obuvníci, pekař, pokrývač, řezník, 4 obchody se smíšeným zbožím, Spořitelní a záložní spolek pro Svatou, obchod se střižním zbožím, 2 trafiky
Ve vsi Knížkovice (279 obyvatel, samostatná ves se později stala součástí Zdic) byly v roce 1932 evidovány tyto živnosti a obchody: výroba cukrovinek, hostinec, výroba keksů, konsum Včela, obuvník, obchod se smíšeným zbožím, trafika, vinice

## Pamětihodnosti
- Kostel Narození Panny Marie (u hlavní silnice)
- Měšťanský dům U krále Václava IV., naproti kostelu
- Městské kino (v Zahradní ulici; zrušeno)

## Osobnosti
- Kosmas (asi 1045–21. října 1125), středověký kronikář a římskokatolický duchovní, dle již překonané domněnky o jeho příbuznosti s Jindřichem Zdíkem[14]
- Václav Jan Rosa (1631–1689), advokát, barokní spisovatel, básník, lingvista, soudce a vědecký spisovatel
- Jiří David ze Zdic (1647–1713), barokní spisovatel, křesťanský misionář a spisovatel
- Josef Vorel (1801–1874), hudební skladatel
- Karel Prokš (1851–1898)
- Josef Mareš (1860–1925), statkář a politik, okresní starosta a poslanec zemského sněmu
- Marie Gärtnerová (1877–1965), operní pěvkyně, tanečnice, pedagožka a profesorka
- Otto Schöbl (1877–1938)
- Vilém Kreibich (1884–1955). designer a malíř
- Vladimír Polívka (1893–1938), politik
- Josef Poncar (1902–1986)
- Vladimír Kadlec (1912–1998), politik a ekonom
- Josef Pilát, zabránil masakru zdických občanů nacisty, viz Zdický incident

## Doprava

### Dopravní síť
Městem vede silnice II/605 Praha – Beroun – Plzeň – Rozvadov. Z města také vychází silnice II/236 Zdice – Roztoky – Křivoklát – Lány – Smečno – Slaný-Kvíc. Okolo města vede dálnice D5 s exitem 28 (Bavoryně). Do města dále vedou silnice III. třídy.

### Autobusová doprava 2024
Autobusovou dopravu ve městě Zdice zajišťuje společnost Arriva Střední Čechy. Město je součástí Pražské integrované dopravy (PID). Ve městě se nacházejí zastávky Zdice,autoservis, Zdice,nám., Zdice,škola a Zdice,rozc.k žel.st. V Černíně se nachází zastávka Zdice,Černín a v Knížkovicích zastávka Zdice,Knížkovice. Město obsluhují autobusové linky 384, 394, 526, 640 a 641. Linka 384 vyjíždí z Prahy ze Zličína a pokračuje dále ve směru Loděnice, Vráž, Beroun, Králův Dvůr, Zdice, Bavoryně, Žebrák, Tlustice a Hořovice. Linka 394 začíná v Praze v Nových Butovicích a pokračuje dále ve směru Beroun, Králův Dvůr a Zdice. Linka 526 propojuje Zdice, Bavoryni, Hředle, Chlustinu, Žebrák, Točník a Bzovou. Linka 640 propojuje Čenkov, Jince, Běštín, Hostomice, Lhotku, Lochovice, Libomyšl, Chodouň a Zdice. Linka 641 spojuje Beroun, Králův Dvůr, Zdice, Stašov, Otmíče, Praskolesy, Kotopeky a Hořovice.

### Železniční doprava 2024
Zdické nádraží leží na železničním uzlu, kde se kříží dvoukolejná elektrizovaná celostátní železniční trať 170 Praha–Plzeň a jednokolejná regionální železniční trať 200 Zdice–Protivín. Ve městě zastavují osobní vlaky linek S60 a S70 a rychlíky linek R16 a R26. Osobní vlaky linky S60 spojují Zdice s Berounem a opačným směrem s Příbramí, Březnicí, Blatnou a Strakonicemi. Linka S70 zajišťují spojení mezi Berounem, Zdicemi, Hořovicemi, Rokycanami, Plzní, Dobřany, Přešticemi, Švihovem a Klatovy, přičemž v úseku Beroun–Kařez je začleněna do Pražské integrované dopravy (PID) a v úseku Kařez–Klatovy spadá pod linku P2 Integrované dopravy Plzeňského kraje (IDPK). Rychlíky linky R16 denně spojují Zdice s Prahou, Berounem, Hořovicemi, Rokycanami, Plzní, Dobřany, Přešticemi, Švihovem, Klatovy, Nýrskem a Železnou Rudou. Všechny tři linky jsou provozované společností České dráhy. Rychlíky linky R26, provozované společností ARRIVA vlaky spojují Zdice s Prahou, Berounem, Příbramí, Březnicí, Pískem, Protivínem a Českými Budějovicemi. O víkendech a svátcích během letní sezóny zastavuje na zdickém nádraží také spěšný vlak Českých drah linky T6 s názvem Cyklo Brdy, směřující z Prahy do Blatné. Během letních prázdnin vyjíždí turistický vlak Cyklohráček z Prahy hlavního nádraží a pokračuje přes Dobřichovice, Řevnice, Beroun, Zdice, Příbram, Březnici až do Rožmitálu, odkud se vrací zpět do Prahy.